# Daniel Burman
Daniel Burman (Buenos Aires, 29 agosto 1973) è un regista cinematografico, sceneggiatore e produttore cinematografico argentino.
È considerato uno dei più promettenti registi dell'America Latina e della cosiddetta Nueva Ola (Nuova Onda).
Tra i suoi lavori vale la pena citare Un crisantemo estalla en cinco esquinas che fu il suo primo lungometraggio e partecipò al Festival di Berlino e al Sundance Film Festival. Esperando al Mesías viene invece presentato alla 57 Mostra del Cinema di Venezia. Inoltre vanno ricordati i successi di pubblico e critica ottenuti con i suoi due recenti lavori El abrazo partido - L'abbraccio perduto (per il quale riceverà il premio della giuria e l'Orso d'Argento a Berlino) e Derecho de familia.
I film di Burman sono spesso ambientati nel quartiere Once di Buenos Aires, il quartiere ebraico, essendo lui stesso ebreo; la vita stessa all'interno della comunità ebraica argentina è la tematica forte dietro alla maggior parte dei lavori del regista.
Ha inoltre partecipato al film collettivo 18-J, in cui dieci registi argentini dirigono un cortometraggio ciascuno in memoria delle vittime dell'attentato all'AMIA, la sede della comunità ebraica di Buenos Aires, il 18 luglio 1994. La strage ad opera di Hezbollah fece 85 morti. In 18-J Burman realizza il cortometraggio numero 3: Senza Titolo.
Come produttore va ricordato il documentario 7 dias en el Once che racconta la vita del quartiere ebraico di Buenos Aires e il famoso I diari della motocicletta di Walter Salles e Nadar Solo di Ezequiel Acuña.

## Filmografia

### Regista

#### Cinema
- Niños envueltos (1995)
- Un crisantemo estalla en cinco esquinas (1998)
- Aspettando il Messia (Esperando al Mesías) (2000)
- Todas las azafatas van al cielo (2002)
- El abrazo partido - L'abbraccio perduto (El abrazo partido) (2004)
- 18-j (2004)
- Derecho de familia (2006)
- El nido vacío (2008)
- Dos hermanos (2010)
- La suerte en tus manos (2012)
- El misterio de la felicidad (2014)
- El rey del Once (2016)

#### Televisione
- Un cuento de Navidad – film TV (2002)
- Supermax – miniserie TV, 10 episodi (2017)
- Edha  – serie TV, 10 episodi (2018)

### Produttore

#### Cinema
- Plaza de almas, regia di Fernando Díaz (1997)
- Garage Olimpo, regia di Marco Bechis (1999)
- Nadar solo, regia di Ezequiel Acuña (2003)
- I diari della motocicletta (Diarios de motocicleta), regia di Walter Salles (2004)
- Un año sin amor, regia di Anahí Berneri (2005)
- Como un avión estrellado, regia di Ezequiel Acuña (2005)
- Mientras tanto, regia di Diego Lerman (2006)
- Encarnación, regia di Anahí Berneri (2007)
- Motivos para no enamorarse, regia di Mariano Mucci (2008)
- Por tu culpa, regia di Anahí Berneri (2010)
- Dos hermanos, regia di Daniel Burman (2010)
- Norberto apenas tarde, regia di Daniel Hendler (2010)
- La suerte en tus manos, regia di Daniel Burman (2012)
- Tesis sobre un homicidio, regia di Hernán Goldfrid (2013)
- L'arbitro, regia di Paolo Zucca (2013)
- El misterio de la felicidad, regia di Daniel Burman (2014)
- Betibú, regia di Miguel Cohan (2014)
- Truman - Un vero amico è per sempre (Truman), regia di Cesc Gay (2015)
- El rey del Once, regia di Daniel Burman (2016)
- L'uomo che comprò la Luna, regia di Paolo Zucca (2019)

#### Televisione
- Pequeña Victoria – serie TV, 50 episodi (2019)

### Sceneggiatore
- Niños envueltos, regia di Daniel Burman (1995)
- Un crisantemo estalla en cinco esquinas, regia di Daniel Burman (1998)
- Aspettando il Messia (Esperando al mesías), regia di Daniel Burman (2000)
- Todas las azafatas van al cielo, regia di Daniel Burman (2002)
- El abrazo partido - L'abbraccio perduto (El abrazo partido), regia di Daniel Burman (2004)
- Derecho de familia, regia di Daniel Burman (2006)
- El nido vacío, regia di Daniel Burman (2008)
- Dos hermanos, regia di Daniel Burman (2010)
- La suerte en tus manos, regia di Daniel Burman (2012)
- El misterio de la felicidad, regia di Daniel Burman (2014)
- El rey del Once, regia di Daniel Burman (2016)

### Attore
- Derecho de familia, regia di Daniel Burman (2006)

## Riconoscimenti
- Premio Robert Bresson - 2008